# کارولین توماس
کارولین توماس (انگلیسی: Karolin Thomas؛ زادهٔ ۳ آوریل ۱۹۸۵) بازیکن فوتبال اهل آلمان است.
از باشگاه‌هایی که در آن بازی کرده‌است می‌توان به باشگاه فوتبال ۱.اف‌اف‌سی توربین پوتسدام و باشگاه فوتبال آینتراخت فرانکفورت (زنان) اشاره کرد.